# لمى إبراهيم
لمى إبراهيم (26 مايو 1987 -)، ممثلة سورية. من عائلة دمشقية من القيمرية ولدت في دمشق، حاصلة على اختصاص علاقات دولية علوم سياسية .

## من اعمالها[4]

### في السينما
- (2005) موكب الإباء
- (2008) سبع دقائق إلى منصف الليل

### في التلفزيون
- (2004) طيور الشوك
- (2005) نزار قباني
- (2005) المارقون بدور "سلمى"
- (2005) أنا وأربع بنات
- (2006) سقف العالم
- (2006) الواهمون
- (2007) الواهمون
- (2007) سيرة الحب بدور "عدة شخصيات"
- (2007) كثير من الحب كثير من العنف
- (2007) جريمة بلا نهاية
- (2007) ممرات ضيقة بدور "نصرة"
- (2007) الاجتياح بدور "عائشة"
- (2008) بيت جدي بدور "فاديا"
- (2008) شاميات عباس النوري مسلسل اذاعي بدور "شخصيات متنوعة"
- (2008) باب الحارة 3 بدور "افتكار"
- (2008) الخط الأحمر
- (2008) نساء من البادية
- (2008) مواسم الخطر بدور "خولة"
- (2008) هيك تجوزنا بدور "عدة شخصيات"
- (2008) أهل الغرام 2
- (2008) ليس سرابا بدور "ورد"
- (2008) الحصرم الشامي بدور "كرجية"
- (2008) صراع على الرمال بدور "العنود"
- (2009) زمن العار بدور "عبلة"
- (2009) قلوب صغيرة بدور "هديل"
- (2009) عن الخوف والعزلة بدور "فرح"
- (2009) ابن الأرندلي
- (2009) هدوء نسبي
- (2010) عش المجانين
- (2010) تخت شرقي بدور "نوار"
- (2011) العشق الحرام بدور "منال"
- (2011) جلسات نسائية
- (2011) يوميات مدير عام 2 بدور "صفاء"
- (2012) طاحون الشر بدور "ملك"
- (2012) الأميمي
- (2012) صبايا 4 بدور "ريمي"
- (2013) صرخة روح
- (2013) فتت لعبت
- (2013) قمر الشام بدور "نوال"
- (2013) طاحون الشر 2 بدور "ملك"
- (2013) تحت سماء الوطن سباعية
- (2015) وعدتني يا رفيقي
- (2016) نبتدي منين الحكاية

### الدبلجة
- حريم السلطان دبلجت صوت هيام.
- (نبض الحياة) دبلجت صوت زينان
- على مر الزمان دبلجت صوت كارولين
- (طائر الحب/النمنمة) دبلجت صوت فريدة

## وصلات خارجية
- لمى إبراهيم على موقع قاعدة بيانات الأفلام العربية